# فيناي راي
فيناي راي هو عارض وممثل هندي، ولد في 24 فبراير 1977 في الهند.

## وصلات خارجية
- فيناي راي على موقع IMDb (الإنجليزية)
- فيناي راي على موقع قاعدة بيانات الفيلم (الإنجليزية)